# Liste der türkischen Botschafter in Belarus
Der Botschafter leitet die türkische Botschaft Minsk.
| Ernennung Akkreditierung | Botschafter         | Bemerkung | Liste der Ministerpräsidenten der Türkei | Liste der Ministerpräsidenten von Belarus | Posten verlassen |
| ------------------------ | ------------------- | --- | ---------------------------------------- | ----------------------------------------- | ---------------- |
| 10. Apr. 1992            | M. Tansu Okandan    | 1. Oktober 2001 – 5. Januar 2006: Botschafter in Canberra | Süleyman Demirel                         | Wjatschaslau Kebitsch                     | 28. Feb. 1998    |
| 1. März 1998             | Fatma Şule Soysal   | 1. Dezember 2005 – 14. April 2009: Botschafterin in Tallinn | Mesut Yılmaz                             | Sjarhej Linh                              | 31. Mai 2002     |
| 14. Juni 2002            | Ali Vural Öktem     | 8. April 2000 – 31. Mai 2002: Botschafter in Islamabad | Abdullah Gül                             | Henads Nawizki                            | 23. Nov. 2004    |
| 1. Dez. 2004             | Birnur Fertekligil  | (* 1955 in Ankara) 15. November 2013 – 23. Juni 2014: ständige Vertreterin beim Vienna International Centre. | Recep Tayyip Erdoğan                     | Sjarhej Sidorski                          | 1. Nov. 2007     |
| 27. Mai 2008             | Veka İnal           | (* 1947 in Ankara) besuchte das TED Ankara College, studierte Politikwissenschaft an der Universität Ankara, 1996–2001: Botschafterin in Manila | Recep Tayyip Erdoğan                     | Sjarhej Sidorski                          | 21. Mai 2011     |
| 13. Juni 2011            | Cevat Nezihi Özkaya | (* 1951 in Ankara) er besuchte das TED Ankara College, studierte Politikwissenschaft an der Universität Ankara. 1976 trat er in den auswärtigen Dienst und wurde Gesandtschaftssekretär zweiter Klasse in der Abteilung internationale Sicherheit. 1978 war er Gesandtschaftssekretär zweiter Klasse in der Abteilung multilaterale politische Angelegenheiten. 1979 war er Gesandtschaftssekretär zweiter später erster Klasse in Bonn. 1982: Gesandtschaftssekretär erster Klasse in Tripolis. 1984: Gesandtschaftssekretär erster Klasse im Verteidigungsministerium und leitete die Abteilung Verträge, 1986: Stellvertreter des Ständigen Vertreters beim Nordatlantikpakt. 1990 leitete er die Abteilung Internationale Sicherheit in Ankara. 1991 war er der Privatsekretär des Premierministers. 1997 leitete er die Abteilung der Europäischen Union. 1998 wurde er bei der Mission der Europäischen Union vom Botschafter zum Assistant General Manager befördert. 2001 war er als Botschafter in Oman. 2009 war er Berater des Ministerpräsidenten in der Zypernfrage. | Recep Tayyip Erdoğan                     | Michail Mjasnikowitsch                    | 2015             |